# Tapachula
Tapachula – miasto w Meksyku, w stanie Chiapas. W 2010 miasto to na powierzchni 303 km² zamieszkiwało 202 672 osób.
W Tapachula rozwinął się przemysł spożywczy oraz odzieżowy. Miasto to jest ważnym ośrodkiem handlowym oraz turystycznym w regionie.

## Gmina Tapachula

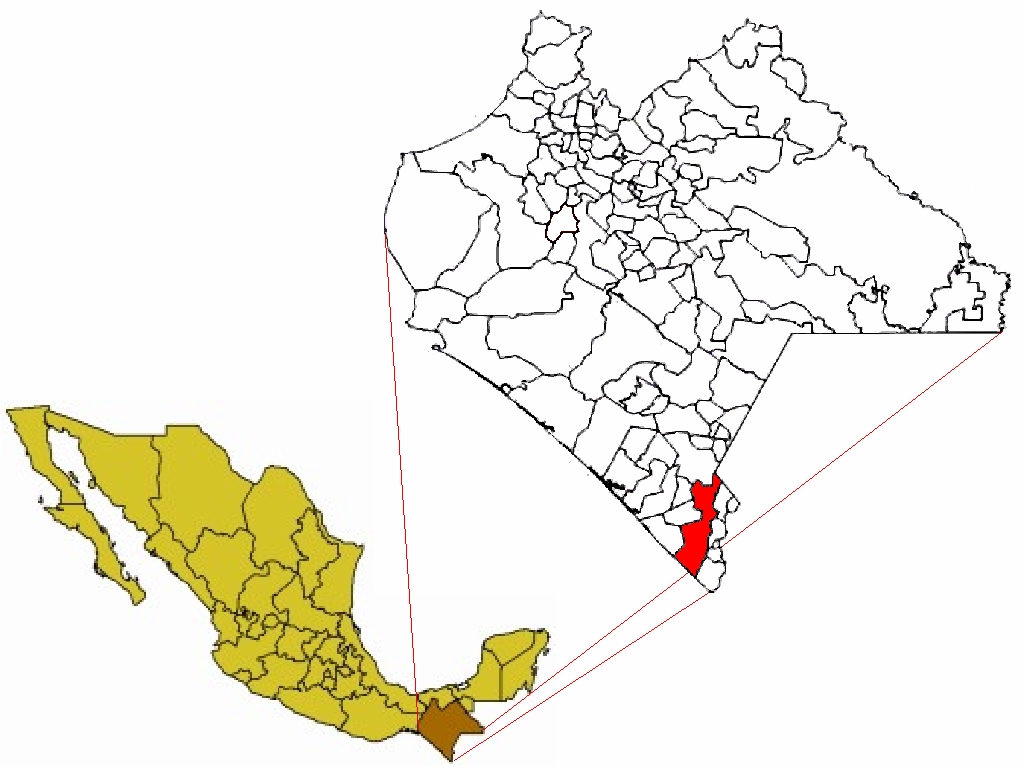
Lokalizacja gminy w Stanie Chiapas

Miasto Tapachula jest siedzibą władz gminy Tapachula, jednej z 111 gmin w tym stanie. W 2005 roku ludność gminy liczyła 282 420 mieszkańców. Gmina jest położona w poprzek wąskiego pasa kraju wrzynającego się od strony wybrzeża pacyficznego w terytorium Gwatemali, co sprawia, że zachodnia część stanu położona jest nad brzegiem oceanu a wschodnia stanowi jednocześnie granicę państwową. Ludność gminy pracuje przede wszystkim w rolnictwie (47,25%), przemyśle (13,24%) i usługach komunalnych i turystycznych.

## Miasta partnerskie
- Villahermosa